# Almócita
Almócita – gmina w Hiszpanii, w prowincji Almería, w Andaluzji, o powierzchni 30,83 km². W 2011 roku gmina liczyła 188 mieszkańców.